# Département de Futaleufú
Le département de Futaleufú est une des 15 subdivisions de la province de Chubut, en Argentine. Son chef-lieu est la ville d'Esquel.
Le département a une superficie de 9 435 km2.

Il recouvre une partie de la région andine de la province de Chubut et notamment le superbe Parc national Los Alerces.

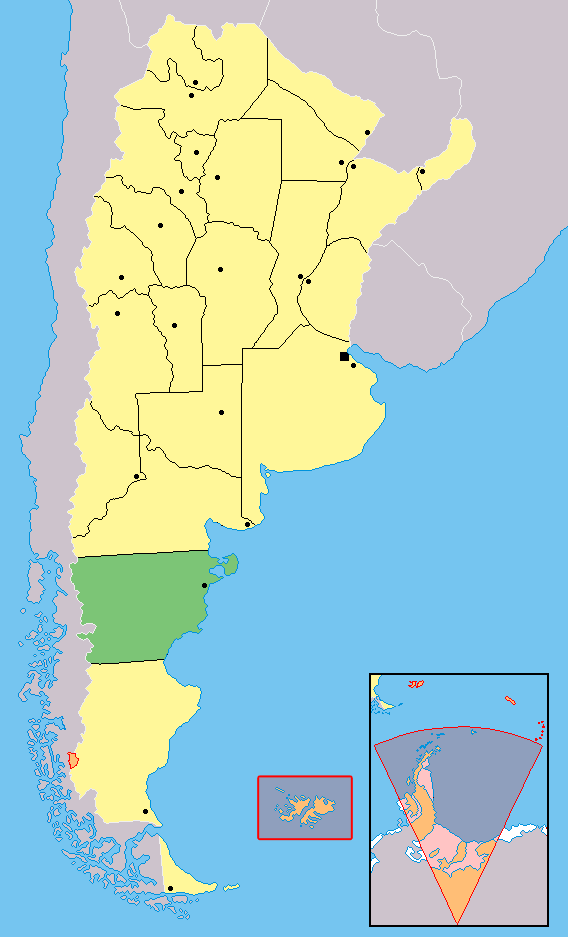
Localisation de la province de Chubut.

## Population
Sa population était de 37 540 habitants, selon le recensement de 2001, dont 28 486 pour la seule ville d'Esquel. Selon les résultats provisoires du recensement de 2010 publiés par l'INDEC argentin, en 2010, il avait 43 903 habitants.

## Localités
- Aldea Escolar ou Los Rápidos
- Cerro Centinela
- Cerro Cóndor
- Corcovado
- Esquel
- Lago Rosario
- Los Cipreses
- Nahuel Pan
- Trevelin
- Villa Futalaufquen